# Писарівська сільська рада (Ямпільський район)
| Писарівська сільська рада — колишній орган місцевого самоврядування у Ямпільському районі Вінницької області з адміністративним центром у с. Писарівка. Сільській раді підпорядковані населені пункти: - с. Писарівка |

## Склад ради
Рада складається з 16 депутатів та голови.

## Керівний склад сільської ради
| ПІБ                       | Основні відомості                                                         | Дата обрання | Дата звільнення |
| ------------------------- | ------------------------------------------------------------------------- | ------------ | --------------- |
| Елкін Валер"ян Михайлович | Сільський голова, 1967 року народження, освіта, безпартійний              | 26.03.2006   | 31.10.2010      |
| Елкін Валер'ян Михайлович | Сільський голова, 1966 року народження, освіта вища, член Партії регіонів | 31.10.2010   |                 |

Примітка: таблиця складена за даними джерела

## Населення
Згідно з переписом УРСР 1989 року чисельність наявного населення сільської ради становила 2051 особа, з яких 906 чоловіків та 1145 жінок.
За переписом населення України 2001 року в селі мешкало 1837 осіб.

### Мова
Розподіл населення за рідною мовою за даними перепису 2001 року:
| Мова       | Відсоток |
| ---------- | -------- |
| українська | 99,18 %  |
| російська  | 0,49 %   |
| вірменська | 0,11 %   |
| молдовська | 0,11 %   |
| болгарська | 0,05 %   |